# Епидемиология
Епидемиологията, срещано и като епидемология, е наука, самостоятелен клон на медицинската наука. Изучава причините за възникването и разпространението на болестите в човешките общества и прилага получените знания за ограничаване и ликвидиране на тези болести, тоест в областта на публичното здраве.
Епидемиологията изучава основните характерни модели, причини за заболяванията и ефекти върху здравето, както и типове състояния, които са определящи за определени популации. Освен че е съществена за публичното здраве, епидемиологията идентифицира рисковете за заболявания и има за цел превантивното здравеопазване.
Епидемиологичните методи подпомагат доказателствената медицина, като епидемиолозите изучават събирането, дизайна и статистическия анализ на популационни данни, като интерпретират и разпределят резултатите.
Основни аспекти на епидемиологията включват: етиология, разследване на епидемиологични огнища, наблюдение на разпространението на заболяване, скрининг, биомониторинг и сравняване на лечения и лечебни ефекти, например при клинични изследвания.
Епидемиологията е свързана и ползва методология от биологията, статистиката, социални науки – като антропология, културология и т.н., и инженерни науки.